# Иванченко, Сергей Николаевич
Сергей Николаевич Иванченко (род. 10 мая 1959) — профессор, доктор технических наук, с 2002 по 2022 годы являлся ректором Тихоокеанского государственного университета. Является членом Всероссийской политической партии Единая Россия, член Высшего совета партии, секретарь Хабаровского регионального отделения «Единой России» (с мая по октябрь 2019 года).

## Биография
Родился 10 мая 1959 года в селе Муравьёвка Тамбовского района Амурской области.
В 1981 году окончил Механический факультет Хабаровского политехнического института (ныне — Тихоокеанский государственный университет) по специальности «Строительные и дорожные машины».
В 1985 году защитил кандидатскую диссертацию в Ленинградском политехническом институте им. М. И. Калинина, получил учёную степень «кандидат технических наук». В 1986—1993 годах работал преподавателем, старшим преподавателем, доцентом кафедры «Строительные и дорожные машины» Хабаровского политехнического института (с декабря 1992 года — Хабаровский государственный технический университет). В 1997 году защитил докторскую диссертацию в Санкт-Петербургском государственном техническом университете и получил учёную степень «доктор технических наук». В 1997 году стал заведующим кафедрой «Строительные и дорожные машины» Хабаровского государственного технического университета (ХГТУ). В 1998—2002 годах — проректор ХГТУ по учебной работе.
С 2002 года — ректор Хабаровского государственного технического университета (в 2005 году вуз получил новый статус и наименование «Тихоокеанский государственный университет»).
Член-корреспондент Академии проблем качества.
Почётный доктор Токийского университета сельского хозяйства и технологий.
С 2005 по 2019 годы являлся депутатом Законодательной думы Хабаровского края IV, V и VI созывов.
Указом Президента РФ Д. А. Медведева № 494 от 20 апреля 2010 г. за достигнутые трудовые успехи и многолетнюю плодотворную работу награждён медалью ордена «За заслуги перед Отечеством» II степени.
5 октября 2022 года и.о. ректора ТОГУ назначен Марфин Юрий Сергеевич, ранее занимавший пост проректора по научной работе Ивановского государственного химико-технологического университета.

## Санкции
6 марта 2022 года после вторжения России на Украину подписал письмо в поддержу российской агрессии. С 9 июня 2022 года находится под персональными санкциями Украины за поддержку войны. Также был внесён ФБК в список коррупционеров и разжигателей войны за поддержку нападения на Украину, 16 марта 2022 года форумом свободной России внесён в санкционный «Список Путина» с предложением введения против него международных санкций.

## Награды
Объявлено о награждении С.Н. Иванченко медалью Министерства науки и высшего образования Российской Федерации «За безупречный труд и отличие».